# Typhloxenus modestus
Typhloxenus modestus är en mångfotingart som beskrevs av Bruno Condé 1959. Typhloxenus modestus ingår i släktet Typhloxenus och familjen penseldubbelfotingar. Inga underarter finns listade i Catalogue of Life.